# Pol (prénom)
Pol est un prénom masculin.

## Etymologie et variantes
Pol est la forme bretonne de Paul, bien qu'elle soit également utilisée en Espagne — en concurrence avec le prénom Pablo et notamment en Catalogne sous la forme de Pau — et au Luxembourg comme abréviation.

## Saint patron
Le prénom a pour patron, Saint-Pol de Léon, et non Saint Paul l'apôtre.

## Fréquence
Pol est un prénom rare en France, seulement 1 620 Français le porteraient en 2016, ce qui en fait le 684e prénom le plus populaire. En 2016, seules 20 naissances sont enregistrées sous ce prénom.
- Pour l'ensemble des articles sur les personnes portant ce prénom, consulter :
  - la liste des articles dont le titre commence par ce prénom
  - les listes produites par Wikidata : Liste des personnes de prénom « Pol » — même liste en incluant les éventuels prénoms composés qui contiennent « Pol ».